# Bo Nickal
Bo Dean Nickal (Rifle, Colorado, Estados Unidos; 14 de enero de 1996) es un exluchador olímpico y colegial y artista marcial mixto estadounidense que actualmente compite en la categoría de peso mediano de UFC y esta rankeado el  #15 de su división. En lucha olímpica, obtuvo el Campeonato Mundial U23 de 2019 y el Campeonato Nacional US Open, fue finalista de los Trials del Equipo de Estados Unidos para las Olimpiadas de Tokio de 2021. Como luchador colegial, Nickal fue un tres veces Campeón Nacional de la División I de la NCAA (y un finalista en 2016) y un tres veces campeón de Big Ten Conference representando a Universidad Estatal de Pensilvania.
Considerado uno de los más condecorados luchadores de Nittany Lions de todos los tiempos, Nickal ganó el Trofeo Dan Hodge de 2019 como uno de los más destacables luchadores colegiales, ganó dos veces el premio Schalles como uno de los mejores pinners del país y fue nombrado el como el Atleta del Año 2019 de Big Ten.

## Carrera de artes marciales mixtas

### Carrera temprana
El 10 de noviembre de 2019, se anunció que Nickal había firmado un contrato para manejar su carrera de MMA con First Round Management, esperando hacer su transición al deporte. También se anunció que Nickal tenía serios planes de asociación con Dan Lambert para abrir una nueva sucursal de American Top Team en Pleasant Gap, Pensilvania. El edicio comenzó a construirse en octubre de 2020, y la apertura del gimnasio ocurrió el 2 de julio de 2021.
Luego de los Trials para las Olimpiadas de lucha de 2020, Nickal hizo su debut amateur en artes marciales mixtas contra David Conley el 24 de septiembre de 2021, ganando por sumisión (arm-triangle choke) en el primer asalto. En su siguiente pelea, Nickal ganó por KO contra Billy Goode el 5 de noviembre de 2021.
Nickal hizo su debut profesional en MMA en la categoría de peso mediano contra John Noland el 3 de junio de 2022 en Greater Richmond Convention Center en Richmond, Virginia en el evento Jorge Masvidal’s iKon FC. Nickal ganó la pelea por nocaut en menos de un minuto del primer asalto.

### Dana White's Contender Series
En su segunda pelea profesional, Nickal enfrentó a Zachary Borrego el 9 de agosto de 2022 en Dana White's Contender Series 49. En el pesaje, Borrego no dio el peso por 1.5 libras, pesando 187.5 libras. La pelea procedió en peso pactado y Borrego fue multado con un porcentaje de su bolsa, la cual fue hacía Nickal. Ganó la pelea por rear-naked choke en sólo 62 segundos del primer asalto. Nickal no recibió un contrato debido a su poca experiencia en el deporte, teniendo sólo 2 peleas profesionales. Sin embargo, el presidente de UFC Dana White decidió programar otra pelea para Nickal en el Contender Series.
Nickal enfrentó a Donovan Beard en Dana White's Contender Series 56 el 27 de septiembre de 2022. Ganó la pelea en sólo 52 segundos por sumisión (triangle choke) y aseguró un contrato con UFC.

### Ultimate Fighting Championship
Dos días luego de su victoria en el Contender Series, se anunció que Nickal haría su debut en UFC contra Jamie Pickett el 10 de diciembre de 2022, en UFC 282. Sin embargo, Nickal sufrió una lesión y fue retirado del evento. La pelea fue repogramada para UFC 285, el 4 de marzo de 2023. Ganó la pelea por sumisión en el primer asalto. Esta victoria lo hizo merecedor de su primer premio de Actuación de la Noche.
Nickal estaba programado para enfrentar a Tresean Gore el 8 de julio de 2023, en UFC 290. Sin embargo, el 4 de julio de 2023, Gore se retiró de la pelea por una lesión y fue reemplazado por el debutante Val Woodburn. Ganó la pelea por TKO en el primer asalto.
Nickal enfrentó a Cody Brundage el 13 de abril de 2024, en UFC 300. Ganó la pelea por sumisión en el segundo asalto.
Nickal  enfrentó a Paul Craig el 16 de noviembre de 2024 en UFC 309. Ganó la pelea por decisión unánime.
Nickal enfrentó a Reinier de Ridder el 3 de mayo de 2025 en UFC on ESPN: Sandhagen vs. Figueiredo. Perdió la pelea por nocaut técnico después de un rodillazo al cuerpo. Marcando está como su primera derrota profesional como luchador de MMA.

## Vida personal
Nickal es hijo de Jason y Sandy Nickal, ambos atletas colegiales, su madre siendo jugadora de basquetbol en Universidad Estatal de San Diego y su padre siendo jugador de fútbol americano en Chadron State College. Jason entrenó a Nickal desde su juventud hasta que fue a la universidad en Penn State. Su madre es además una ex-boxeadora amateur.
Nickal es cristiano. Expresó que su creencia en Dios lo ayuda a aliviar la presión que siente en competencia, "Ganando o perdiendo, sigo siendo la misma persona y mi familia me ama y sigo sirviendo a un gran Dios, y , ya sabes, eso es solo parte de su plan para mi vida que es que luche. Así que siento que es importante, pero al final del día eso no es lo que me define, simplemente he situado mi identidad en Jesucristo y salgo a competir libremente y hacer lo mejor que puedo en cada competencia.". En su niñez, su luchador favorito era el dos veces Medallista de Oro John Smith. Fuera del wrestling, Nickal es un entusiasta del spikeball y gusta del fútbol americano, su jugador favorito es el ex-Detroit Lions Barry Sanders.
Nickal se casó con Maddie Holmberg el 12 de diciembre de 2020. En julio de 2023, Nickal anunció que él y su esposa estaban esperando un hijo.

## Campeonatos y logros

### Artes marciales mixtas
- Ultimate Fighting Championship
  - Actuación de la Noche (Una vez) vs. Jamie Pickett[23]
  - Debut del Año 2023 - UFC Honores vs. Jamie Pickett[38]

## Récord en artes marciales mixtas
| Récord profesional | Récord profesional | Récord profesional |
| 8 peleas           | 7 victorias        | 1 derrotas         |
| ------------------ | ------------------ | ------------------ |
| Nocaut             | 2                  | 1                  |
| Sumisión           | 4                  | 0                  |
| Decisión           | 1                  | 0                  |

| Resultado | Récord | Oponente          | Método                        | Evento                                    | Fecha                    | Ronda | Tiempo | Localización       | Notas                                                         |
| --------- | ------ | ----------------- | ----------------------------- | ----------------------------------------- | ------------------------ | ----- | ------ | ------------------ | ------------------------------------------------------------- |
| Derrota   | 7–1    | Reinier de Ridder | TKO (rodillazo)               | UFC Fight Night: Sandhagen vs. Figueiredo | 3 de mayo de 2025        | 2     | 1:53   | Iowa               |                                                               |
| Victoria  | 7–0    | Paul Craig        | Decisión (unánime)            | UFC 309                                   | 16 de noviembre de 2024  | 3     | 5:00   | Nueva York         |                                                               |
| Victoria  | 6–0    | Cody Brundage     | Sumisión (rear-naked choke)   | UFC 300                                   | 13 de abril de 2024      | 2     | 3:38   | Las Vegas, Nevada  |                                                               |
| Victoria  | 5–0    | Val Woodburn      | TKO (golpes)                  | UFC 290                                   | 8 de julio de 2023       | 1     | 0:38   | Las Vegas, Nevada  |                                                               |
| Victoria  | 4–0    | Jamie Pickett     | Sumisión (arm-triangle choke) | UFC 285                                   | 4 de marzo de 2023       | 1     | 2:54   | Las Vegas, Nevada  | Actuación de la Noche.                                        |
| Victoria  | 3–0    | Donovan Beard     | Sumisión (triangle choke)     | Dana White's Contender Series 56          | 27 de septiembre de 2022 | 1     | 0:52   | Las Vegas, Nevada  |                                                               |
| Victoria  | 2–0    | Zachary Borrego   | Sumisión (rear-naked choke)   | Dana White's Contender Series 49          | 9 de agosto de 2022      | 1     | 1:02   | Las Vegas, Nevada  | Pelea en peso pactado (187.5 libras). Borrego no dio el peso. |
| Victoria  | 1–0    | John Noland       | KO (golpes)                   | iKON FC 3                                 | 3 de junio de 2022       | 1     | 0:33   | Richmond, Virginia | Debut en peso mediano.                                        |

## Récord en submission grappling
| 3 Combates, 0 Victorias, 1 Derrota (1 Sumisión), 2 Empates |       |              |                           |                               |            |      |                        |                   |
| Resultado                                                  | Rec.  | Oponente     | Método                    | Evento                        | División   | Tipo | Año                    | Localización      |
| Empate                                                     | 0–1–2 | Oliver Taza  | Empate (límite de tiempo) | UFC Fight Pass Invitational 2 | Open       | Nogi | 3 de julio de 2022     | Las Vegas, Nevada |
| Empate                                                     | 0–1–1 | Elliot Kelly | Empate (límite de tiempo) | UFC Fight Pass Invitational 2 | Open       | Nogi | 3 de julio de 2022     | Las Vegas, Nevada |
| Derrota                                                    | 0–1   | Gordon Ryan  | Sumisión (triangle choke) | Third Coast Grappling 3       | Superfight | Nogi | 7 de diciembre de 2019 | Houston, Texas    |